# Silvino Jacques
Silvino Jacques, nascido em São Borja (RS), foi um militar brasileiro.
Afilhado do presidente Getúlio Vargas, participou como capitão na Revolução Constitucionalista de 1932, em favor do padrinho. Depois de terminado o conflito, por ordem do presidente, começou a perseguir os paraguaios radicados na região Sul do Brasil e se colocou a serviço dos latifundiários. 
Recebeu apoio do Exército, que lhe fornecia armamento. Tornou-se bandoleiro perigoso, tendo-se juntado a Raída, em cujos braços morreu em 1939, aos 33 anos de idade, vitimado por uma bala de fuzil. O projétil que vitimou Silvino partiu do delegado de captura Orcíro, pai do ex-governador de Mato Grosso do Sul Zeca do PT.